# FA Community Shield 2010
Lo FA Community Shield 2010 si è disputato domenica 8 agosto 2010 al Wembley Stadium di Londra.
La sfida ha visto contrapporsi il Chelsea, campione d'Inghilterra in carica e detentore dell'ultima FA Cup, ed il Manchester United, 2º classificato nell'ultima Premier League. La partita è stata la riedizione del Community Shield dell'anno precedente (2009), che vide il Chelsea sconfiggere il Manchester United ai calci di rigore dopo il 2-2 dei tempi regolamentari.
A conquistare il trofeo è stato il Manchester United, che si è imposto per 3-1 grazie alle reti di Antonio Valencia, Javier Hernández e Dimităr Berbatov. La squadra di Sir Alex Ferguson ha vinto il suo terzo Community Shield nelle ultime quattro edizioni.

## Partecipanti
| Squadre        | Qualificazione                                                    | Partecipazioni precedenti (il grassetto indica la vittoria) |
| -------------- | ----------------------------------------------------------------- | --- |
| Chelsea        | Vincitore della Premier League 2009-2010 e della FA Cup 2009-2010 | 8 (1955, 1970, 1997, 2000, 2005, 2006, 2007, 2009) |
| Manchester Utd | Secondo classificato nella Premier League 2009-2010               | 26 (1908, 1911, 1948, 1952, 1956, 1957, 1963, 1965, 1967, 1977, 1983, 1985, 1990, 1993, 1994, 1996, 1997, 1998, 1999, 2000, 2001, 2003, 2004, 2007, 2008, 2009) |

## Tabellino
| Arbitro: | Andre Marriner |

|           |           |                                           |
| Kalou 83’ | Marcatori | 41’ Valencia 76’ Hernández 90+2’ Berbatov |

| Chelsea | Manchester United |

### Formazioni
| Chelsea:        |    |                     |  |     |
|                 |    |                     |  |     |
| P               | 40 | Henrique Hilário    |  |     |
| D               | 19 | Paulo Ferreira      |  | 79’ |
| D               | 2  | Branislav Ivanović  |  |     |
| D               | 26 | John Terry (c)      |  |     |
| D               | 3  | Ashley Cole         |  | 79’ |
| C               | 12 | Mikel John Obi      |  | 60’ |
| C               | 5  | Michael Essien      |  |     |
| C               | 8  | Frank Lampard       |  |     |
| A               | 21 | Salomon Kalou       |  |     |
| A               | 15 | Florent Malouda     |  | 73’ |
| A               | 39 | Nicolas Anelka      |  | 60’ |
| A disposizione: |    |                     |  |     |
| P               | 22 | Ross Turnbull       |  |     |
| D               | 38 | Patrick van Aanholt |  |     |
| D               | 43 | Jeffrey Bruma       |  | 79’ |
| C               | 10 | Yossi Benayoun      |  | 73’ |
| C               | 18 | Jurij Žirkov        |  | 79’ |
| A               | 11 | Didier Drogba       |  | 60’ |
| A               | 23 | Daniel Sturridge    |  | 60’ |
| Allenatore:     |    |                     |  |     |
| Carlo Ancelotti |    |                     |  |     |

| Manchester Utd: |    |                       |  |     |
|                 |    |                       |  |     |
| P               | 1  | Edwin van der Sar     |  |     |
| D               | 22 | John O'Shea           |  |     |
| D               | 23 | Jonny Evans           |  |     |
| D               | 15 | Nemanja Vidić (c)     |  |     |
| D               | 20 | Fábio                 |  | 72’ |
| C               | 25 | Luis Antonio Valencia |  |     |
| C               | 16 | Michael Carrick       |  | 79’ |
| C               | 18 | Paul Scholes          |  | 79’ |
| C               | 13 | Park Ji-sung          |  | 46’ |
| A               | 10 | Wayne Rooney          |  | 46’ |
| A               | 7  | Michael Owen          |  | 46’ |
| A disposizione: |    |                       |  |     |
| P               | 29 | Tomasz Kuszczak       |  |     |
| D               | 12 | Chris Smalling        |  | 72’ |
| C               | 11 | Ryan Giggs            |  | 79’ |
| C               | 17 | Nani                  |  | 46’ |
| C               | 24 | Darren Fletcher       |  | 79’ |
| A               | 9  | Dimităr Berbatov      |  | 46’ |
| A               | 14 | Javier Hernández      |  | 46’ |
| Allenatore:     |    |                       |  |     |
| Alex Ferguson   |    |                       |  |     |